# Novi Sad
Novi Sad (Serbia Cyrillic: Нови Сад, phát âm là [Novi ː sa ː d]; tiếng Hungary: Újvidék; tiếng Slovakia: Novy Sad; Rusyn: Нови Сад) là thủ phủ của tỉnh Vojvodina miền bắc Serbia, và trung tâm hành chính của huyện Backa Nam. Thành phố này nằm ở phần phía nam của đồng bằng Pannonia bên sông Danube.
Novi Sad là thành phố lớn thứ hai của Serbia, sau thủ đô Belgrade. Theo số liệu từ tháng 8 năm 2011, thành phố có dân số nội thị 299.294 người, trong khi dân số thành phố của là 381.388 người. Thành phố tọa lạc tại biên giới giữa vùng Backa và Srem, bên bờ sông Danube và kênh đào Danube-Tisa-Danube, đối diện với các sườn phía bắc của núi Fruška Gora.
Thành phố được thành lập năm 1694, khi các thương gia người Serbia được hình thành một thuộc địa trên sông Danube từ pháo đài Petrovaradin, một pháo đài quân sự chiến lược chống Áo-Hung. Trong thế kỷ 18 và 19, nó đã trở thành một trung tâm kinh doanh và sản xuất quan trọng. Sau khi phá hủy trong cuộc Cách mạng năm 1848, nó đã được xây lại, và nổi bật lên như một trung tâm của nền văn hóa của Serbia trong thời kỳ đó, và đã được mệnh danh là Athena của Serbia. Trong lịch sử, thành phố này đã duy trì bản sắc đa văn hóa, với các nhóm dân tộc người Serbia, Hungary và Đức là các nhóm dân tộc chính. Ngày nay, Novi Sad vẫn là trung tâm đa sắc tộc, là một trung tâm công nghiệp lớn và tài chính của nền kinh tế của Serbia, cũng như một trung tâm lớn về văn hóa.

## Khí hậu
| Dữ liệu khí hậu của Rimski Šančevi, Novi Sad (1981–2010) | Dữ liệu khí hậu của Rimski Šančevi, Novi Sad (1981–2010) | Dữ liệu khí hậu của Rimski Šančevi, Novi Sad (1981–2010) | Dữ liệu khí hậu của Rimski Šančevi, Novi Sad (1981–2010) | Dữ liệu khí hậu của Rimski Šančevi, Novi Sad (1981–2010) | Dữ liệu khí hậu của Rimski Šančevi, Novi Sad (1981–2010) | Dữ liệu khí hậu của Rimski Šančevi, Novi Sad (1981–2010) | Dữ liệu khí hậu của Rimski Šančevi, Novi Sad (1981–2010) | Dữ liệu khí hậu của Rimski Šančevi, Novi Sad (1981–2010) | Dữ liệu khí hậu của Rimski Šančevi, Novi Sad (1981–2010) | Dữ liệu khí hậu của Rimski Šančevi, Novi Sad (1981–2010) | Dữ liệu khí hậu của Rimski Šančevi, Novi Sad (1981–2010) | Dữ liệu khí hậu của Rimski Šančevi, Novi Sad (1981–2010) | Dữ liệu khí hậu của Rimski Šančevi, Novi Sad (1981–2010) |
| Tháng                                                    | 1                                                        | 2                                                        | 3                                                        | 4                                                        | 5                                                        | 6                                                        | 7                                                        | 8                                                        | 9                                                        | 10                                                       | 11                                                       | 12                                                       | Năm                                                      |
| -------------------------------------------------------- | -------------------------------------------------------- | -------------------------------------------------------- | -------------------------------------------------------- | -------------------------------------------------------- | -------------------------------------------------------- | -------------------------------------------------------- | -------------------------------------------------------- | -------------------------------------------------------- | -------------------------------------------------------- | -------------------------------------------------------- | -------------------------------------------------------- | -------------------------------------------------------- | -------------------------------------------------------- |
| Cao kỉ lục °C (°F)                                       | 18.7 (65.7)                                              | 22.4 (72.3)                                              | 28.4 (83.1)                                              | 31.0 (87.8)                                              | 34.2 (93.6)                                              | 37.6 (99.7)                                              | 41.6 (106.9)                                             | 40.0 (104.0)                                             | 37.4 (99.3)                                              | 29.3 (84.7)                                              | 26.9 (80.4)                                              | 21.0 (69.8)                                              | 41.6 (106.9)                                             |
| Trung bình ngày tối đa °C (°F)                           | 3.7 (38.7)                                               | 6.1 (43.0)                                               | 12.0 (53.6)                                              | 17.7 (63.9)                                              | 23.0 (73.4)                                              | 25.8 (78.4)                                              | 28.1 (82.6)                                              | 28.3 (82.9)                                              | 23.6 (74.5)                                              | 18.0 (64.4)                                              | 10.5 (50.9)                                              | 4.8 (40.6)                                               | 16.8 (62.2)                                              |
| Trung bình ngày °C (°F)                                  | 0.2 (32.4)                                               | 1.6 (34.9)                                               | 6.4 (43.5)                                               | 11.8 (53.2)                                              | 17.3 (63.1)                                              | 20.1 (68.2)                                              | 21.9 (71.4)                                              | 21.6 (70.9)                                              | 16.9 (62.4)                                              | 11.8 (53.2)                                              | 5.9 (42.6)                                               | 1.5 (34.7)                                               | 11.4 (52.5)                                              |
| Tối thiểu trung bình ngày °C (°F)                        | −3.1 (26.4)                                              | −2.4 (27.7)                                              | 1.5 (34.7)                                               | 6.2 (43.2)                                               | 11.3 (52.3)                                              | 14.1 (57.4)                                              | 15.5 (59.9)                                              | 15.3 (59.5)                                              | 11.4 (52.5)                                              | 6.9 (44.4)                                               | 2.2 (36.0)                                               | −1.5 (29.3)                                              | 6.5 (43.7)                                               |
| Thấp kỉ lục °C (°F)                                      | −28.6 (−19.5)                                            | −24.2 (−11.6)                                            | −19.9 (−3.8)                                             | −6.2 (20.8)                                              | −0.4 (31.3)                                              | 0.2 (32.4)                                               | 6.6 (43.9)                                               | 6.9 (44.4)                                               | −1.6 (29.1)                                              | −6.2 (20.8)                                              | −13.8 (7.2)                                              | −24.0 (−11.2)                                            | −28.6 (−19.5)                                            |
| Lượng Giáng thủy trung bình mm (inches)                  | 39.1 (1.54)                                              | 31.4 (1.24)                                              | 42.5 (1.67)                                              | 49.2 (1.94)                                              | 63.0 (2.48)                                              | 91.4 (3.60)                                              | 64.3 (2.53)                                              | 57.5 (2.26)                                              | 53.8 (2.12)                                              | 52.7 (2.07)                                              | 53.8 (2.12)                                              | 48.8 (1.92)                                              | 647.3 (25.48)                                            |
| Số ngày giáng thủy trung bình (≥ 0.1 mm)                 | 12                                                       | 10                                                       | 11                                                       | 12                                                       | 13                                                       | 12                                                       | 10                                                       | 9                                                        | 10                                                       | 9                                                        | 11                                                       | 13                                                       | 132                                                      |
| Độ ẩm tương đối trung bình (%)                           | 85                                                       | 79                                                       | 71                                                       | 67                                                       | 66                                                       | 69                                                       | 68                                                       | 68                                                       | 72                                                       | 76                                                       | 82                                                       | 86                                                       | 74                                                       |
| Số giờ nắng trung bình tháng                             | 64.8                                                     | 99.0                                                     | 156.4                                                    | 190.1                                                    | 250.8                                                    | 269.4                                                    | 303.6                                                    | 285.8                                                    | 205.7                                                    | 158.9                                                    | 92.4                                                     | 58.4                                                     | 2.135,3                                                  |
| Nguồn: Republic Hydrometeorological Service of Serbia    |                                                          |                                                          |                                                          |                                                          |                                                          |                                                          |                                                          |                                                          |                                                          |                                                          |                                                          |                                                          |                                                          |